# دی آرون فاکس
دی آرون فاکس (انگلیسی: De'Aaron Fox؛ زادهٔ ۲۰ دسامبر ۱۹۹۷) بازیکن بسکتبال اهل ایالات متحده آمریکا است.
از باشگاه‌هایی که در آن بازی کرده‌است می‌توان به بسکتبال مردان کنتاکی وایلدکتز اشاره کرد.